# Ньюбоулд, Брайан
Брайан Ньюбоулд (англ. Brian Newbould; род. 26 февраля 1936) — британский музыковед, известный своей работой по реконструкции и завершению неоконченных произведений Франца Шуберта.
Окончил Бристольский университет. Публиковался как музыкальный критик в The Guardian (1963—1979), Glasgow Herald и других изданиях. С 1965 г. преподавал в Лидском университете, в 1981—2001 гг. профессор Университета Халла. Опубликовал монографию «Шуберт и симфония: новый взгляд» (англ. Schubert and the Symphony: a New Perspective; 1992, переиздание 1999) и книгу «Шуберт: музыка и человек» (англ. Schubert: the Music and the Man; 1997, переиздание 1999), ряд статей о Шуберте, а также Иоганнесе Брамсе, Морисе Равеле, Эдуарде Элгаре. Под редакцией Ньюбоулда вышли издания шубертовских хоровых сочинений — Мессы соль мажор D.167, Magnificat D.486, Stabat Mater D.175.
Работу над незавершёнными сочинениями Шуберта Ньюбоулд начал с оркестровки Седьмой симфонии D.729, выполнив её в 1980 г. и опубликовав в 1992 г. Эта симфония была написана Шубертом полностью, но лишь самое начало (примерно десятая часть) было оркестровано автором; Ньюбоулд стал третьим музыкантом — после Дж. Фр. Барнетта (1881) и Феликса Вайнгартнера (1934), — оркестровавшим шубертовскую рукопись. Затем Ньюбоулд обратился к Восьмой симфонии («Неоконченной»), дописав к двум её частям третью, скерцо, на основе оставленных Шубертом набросков и предложив использовать в качестве финала антракт из музыки Шуберта к пьесе Хельмины фон Шези «Розамунда» (эта симфония многократно дописывалась и прежде). Кроме того, Ньюбоулд дописал на основании набросков разной степени полноты Десятую симфонию, над которой Шуберт работал в последние недели жизни, и ещё несколько шубертовских сочинений меньшего масштаба. Произведения Шуберта—Ньюбоулда завоевали признание ряда крупных музыкантов: их записи осуществили дирижёры Невилл Марринер с оркестром Академия Святого Мартина в полях, Чарльз Маккеррас с Оркестром эпохи Просвещения, Габриэль Хмура с Симфоническим оркестром Берлинского радио, Михаэль Гилен с Оркестром Юго-Западного радио Германии и др.